# Kordofangiraffe
De kordofangiraffe (Giraffa camelopardalis antiquorum) is een giraffenondersoort die van oorsprong met name in Soedan voorkomt. Een andere naam voor de kordofangiraffe is Nubische netgiraffe.
Dierenpark Planckendael heeft een kudde van kordofangiraffen overgenomen van de ZOO Antwerpen. Hier zijn al verschillende nakomelingen uit voorgekomen. Er bestaan ook hybride kordofangiraffen waarvan de vader een tsjaadgiraffe (Giraffa camelopardalis peralta) is. Uit onderzoek is gebleken dat alle tsjaadgiraffen (Giraffa camelopardalis peralta) in dierentuinen eigenlijk kordofangiraffen (Giraffa camelopardalis antiquorum) zijn.
Sinds 2018 staat deze ondersoort als kritiek bedreigd op de rode lijst van de IUCN, er wordt geschat dat er nog maar 1400 volwassen dieren zijn in het wild, terwijl dat er in de jaren 80 nog bijna 15000 waren.